# Falsettos
Falsettos – musical z książką autorstwa Williama Finna i Jamesa Lapine'a oraz muzyką i tekstami Finna. Musical składa się z March of the Falsettos i Falsettoland – dwóch ostatnich części trylogii jednoaktowych musicali Off-Broadway (pierwszą jej część stanowi In Trousers) tgzw. Trylogii Marvina. Przedstawiona historia dotyczy Marvina, jego byłej żony Triny, jego psychiatry Mendla, jego syna Jasona, kochanka Whizzera Browna oraz sąsiadek Cordelii i dr Charlotte. Musical miał swoją premierę na Broadwayu w 1992 roku. Został nominowany do siedmiu nagród Tony, wśród których zdobył nagrodę Best Book of a Musical i Best Original Score. Został wznowiony na Broadwayu w 2016 roku, a występ znaczący kolejną odsłonę musicalu został nominowany do pięciu nagród Tony, w tym do Best Revival of a Musical.

## Tło
In Trousers - musical stworzony przez Williama Finna został po raz pierwszy przedstawiony publicności 21 lutego 1979 roku. 26 marca 1985 roku w Off-Broadway Promenade Theatre otwarto wyraźnie przerobioną wersję z bardziej zunifikowaną fabułą, gdzie grany był szesnaście razy.
Współpracując z Jamesem Lapine, Finn stworzył dwa dodatkowe akty – March of the Falsettos i Falsettoland, skupiające się na dalszym życiu Marvina, jego rodziny oraz przyjaciół.  March of the Falsettos miał swoją premierę Off-Broadway na Playwrights Horizons 20 maja 1981 r. Przestał być tam wystawiany 26 września 1981 r. Jeszcze tego samego roku przeniósł się do Westside Theatre, gdzie był grany do 31 stycznia 1982 r. Kolejne otwarcie nastąpiło w Los Angeles w Huntington Hartford Theatre 21 kwietnia 1982 r. (zakończony 2 lipca 1982 r.).Ostatecznie musical miał swoją premierę w Library Theatre w Brytyjskim Manchesterze w 1987 roku. Falsettoland zapremierował Off-Broadway na Playwrights Horizons 28 czerwca 1990 r., gdzie był wystawiany do 12 sierpnia 1990 r. Po czym przeniósł się do Teatru Lucille Lortel 25 września 1990 r.
Oba akty zostały ostatecznie połączone w wyniku tego powstał Falsettos – dwuaktowy musical.

## Oryginalna produkcja
Falsettos zapemierował na Broadwayu w John Golden Theatre 29 kwietnia 1992 roku, koniec występów znaczy data 27 czerwca 1993 roku. Aktorzy mogli się wykazać w 486 spektaklach i 23 pokazach. Musical został po raz pierwszy zaprezentowany Off-Broadway jako dwa oddzielne spektakle: March of the Falsettos (1981) i Falsettoland (1990).
Reżyser James Lapine w trakcie produkcji współpracował z następującą grupą aktorów: Michael Rupert wcielił się w rolę Marvina, Stephen Bogardus wystąpił jako Whizzer, Barbara Walsh jako Trina, Chip Zien, niegdyś grający w  In Trousers Marvina jako Mendel, Jonathan Kaplan jako Jason, Heather MacRae jako Charlotte i Carolee Carmello jako Cordelia. Rupert, Bogardus i Zien powtórzyli swoje role w oryginalnych produkcjach March of the Falsettos i Falsettoland w off-Broadwayu, MacRae powtórzyła swoją rolę w Falsettoland, a Walsh ponownie zagrała swoją rolę w regionalnej produkcji Hartford Stage. Scenografię zaprojektował Douglas Stein, projekt kostiumów zapewniła Ann Hould-Ward, natomiast projekt oświetlenia był dziełem Frances Aronson.

## Wznowienie na Broadwayu 2016
5 lutego 2015 roku  Jordan Roth ogłosił, iż ożywi sztukę pod kierunkiem Jamesa Lapine'a. Otwarcie zaplanowano na wiosnę 2016 r. Natomiast 3 września 2015 r. ogłoszono, że wznowienie musicalu nastąpi w sezonie 2016–2017. Produkcja miała swoją premierę na Broadwayu w Teatrze Walter Kerr 29 września 2016 roku, w formie pokazów oraz pełnego przedstawienia 27 października, w reżyserii Lapine. Christian Borle, Andrew Rannells, Stephanie J. Block i Brandon Uranowitz wcielili się w role odpowiednio Marvina, Whizzera, Triny i Mendla Pozostałe postaci były grane przez Tracie Thoms jako Dr Charlotte, Betsy Wolfe jako Cordelia i Anthony Rosenthal jako Jason. Produkcja została zamknięta 8 stycznia 2017 r. W dniach 3 i 4 stycznia 2017 r. nakręcono dwa spektakle, które miały zostać przekształcone w nagranie dla programu telewizyjnego PBS Live from Lincoln Center, który nadano 27 października 2017 r.

## 2019 Trasa U.S
Północnoamerykańska trasa w wydaniu Lincoln Center Theatre z 2016 roku, rozpoczęła swój kurs w marcu 2019 r. pod kierunkiem Jamesa Lapine'a. Eden Espinosa występuje na deskach odwiedzanych teatrów jako Trina obok Maxa von Essena wcielającego się w rolę Marvina, towarzyszy im Nick Adams jako Whizzer. Trasa zagra w Los Angeles, San Francisco, Dallas i w wielu innych miastach.

## Streszczenie

### Akt I: Marsz Falsetów
Akcja dzieje się w późnych latach siedemdziesiątych w Nowym Jorku. Marvin ma 10-letniego syna Jasona. Rozwiódł się z żoną i zostawił ją dla Whizzera, ale nadal mieszkają razem i pragnie szczęśliwej rodziny. Próbuje stworzyć wraz z Whizzerem, ale nikt nie jest zadowolony z takiego stanu rzeczy. Mężczyzna odwiedza psychiatrę Mendla. Specjalista uspokaja go i mówi – miłość jest ślepa. Główni bohaterowie omawiają swoje relacje, rozumiejąc, że nic ich nie łączy poza zakochaniem. Syn martwi się o siebie i reputację swojego ojca. Boi się ze zostanie homoseksualistą. Chłopiec zostaje wysłany do psychiatry. Marvin próbuje zmusić Whizzera do zaangażowania się w dom. Trina narzeka, że wszyscy o niej zapominają. Wszyscy decydują, że nadszedł czas, aby to zatrzymać. Jason znów zaczyna się martwić. Jego matka dzwoni do Mendla i prosi, aby do niego przyszedł. Psychiatra jest nią zafascynowany. Przyjeżdżają do Mendla kilka razy, a doktor oświadcza się Trinie. Kobieta zgadza się. Marvin jest wściekły: jego rodzina zostaje zniszczona, czuje że psychiatra go zdradził. Trina informuje, że była zmęczona życiem w rodzinie której głową był Marvin. Nasi towarzysze znów się kłócą. Pierwszy rozumie, że nie kocha drugiego i wychodzi. Marvin oskarża żonę o swoje niepowodzenia i uderza ją. Jedyną osobą, która zostaje z nim jest jego syn.

### Akt II: Falsettoland
Mendel rzuca światło na publiczność na ciemnej scenie, witając nas w Falsettolandzie. Jest rok 1981, dwa lata później. Nancy Reagan jest w Białym Domu, a obsada została powiększona o dwie lesbijki – sąsiadki Marvina Dr Charlotte, internistka i Cordelia, sziksa żywieniowiec specjalizujący się w kuchni żydowskiej. Marvin zauważa, że czas dorosnąć i opanować się. Udało mu się utrzymać relacje z Jasonem i dzieli opiekę nad nim z Triną. Nie widział Whizzera od lat.
Pewnego dnia Trina, kiedy przyjeżdża do domu Marvina, aby przejąć opiekę nad Jasonem przez tydzień, informuje Marvina, że nadszedł czas, aby zacząć planować bar micwę. Para natychmiast zaczyna się sprzeczać. Mendel  zachęca ich do zorganizowania prostego przyjęcia i zrelaksowania się. Scena przenosi się do gry baseballowej. Pałkarz Jason ma o wiele więcej na głowie niż gra – próbuje zdecydować, które dziewczyny zaprosić na bar micwę: dziewczyny, które powinien zaprosić, czy dziewczyny, które chce zaprosić. Wszyscy oglądają żydowskich chłopców grających bardzo nieumiejętnie, przy tym są trochę zbyt bardzo zaangażowani. Nagle pojawia się Whizzer; Jason poprosił go, żeby przyszedł, ku zdziwieniu Marvina i nieprzyjemnemu zaskoczeniu Triny. Whizzer daje Jasonowi bardzo potrzebną radę, a on i Marvin zastanawiają się nad tym, jak bardzo brakuje im bycia razem. Marvin ostrożnie pyta Whizzera o randkę, gdy Jason uderza piłkę. Chłopiec jest tak zszokowany tym, że trafił, że zapomina biec.
Interludium: "Dzień w Falsettoland". W części pierwszej, Mendel słucha przewrażliwionej pacjentki i tęskni za latami 60’, a jego praca zbiera żniwo w małżeństwie. W części drugiej, Trina próbuje zrozumieć, dlaczego Marvin i Whizzer bezustannie wracają do siebie. W części trzeciej Mendel i Trina dyskutują o Marvinie i Bar Micwie podczas ćwiczeń, a Charlotte wraca do domu. Cordelia pyta Charlotte, jak minął jej dzień w szpitalu, a Charlotte wykrzykuje, że dziś był rzadki dzień, gdy nie musiała doświadczyć śmierci pacjenta. Tymczasem Marvin i Whizzer grają w racquetball, Whizzer pokonuje Marvina. Wkrótce Whizzer choruje, a cała akcja komplikuje się w związku z organizacja przyjęcia.

## Lista piosenek
|  | Act One - "Four Jews in a Room Bitching" – Whizzer, Marvin, Jason and Mendel - "A Tight-Knit Family" – Marvin - "Love is Blind" – Marvin, Jason, Whizzer, Mendel and Trina - "Thrill of First Love" – Marvin and Whizzer - "Marvin at the Psychiatrist (A Three-Part Mini-Opera)" – Jason, Mendel, Whizzer and Marvin - "Everyone Tells Jason to See a Psychiatrist" – Jason, Marvin, Trina and Whizzer - "This Had Better Come to a Stop" – Marvin, Whizzer, Jason, Trina and Mendel - "I'm Breaking Down" – Trina - "Jason's Therapy" – Mendel, Trina, Whizzer, Marvin and Jason - "A Marriage Proposal" – Mendel, Trina and Jason - "A Tight-Knit Family (Reprise)" – Mendel and Marvin - "Trina's Song" – Trina - "March of the Falsettos" – Mendel, Marvin, Jason and Whizzer - "Trina's Song" (Reprise) – Trina - "The Chess Game" – Marvin and Whizzer - "Making a Home" – Mendel, Jason, Trina and Whizzer - "The Games I Play" – Whizzer - "Marvin Goes Crazy" or "Marvin Hits Trina" – Marvin, Mendel, Jason, Trina and Whizzer - "I Never Wanted to Love You" – Marvin, Mendel, Jason, Trina and Whizzer - "Father to Son" – Marvin and Jason | Act Two - "Welcome to Falsettoland" – Company - "The Year of the Child" – Company minus Whizzer - "Miracle of Judaism" – Jason - "The Baseball Game" – The Company - "A Day in Falsettoland" – The Company - "The Fight" / "Everyone Hates His Parents" – Mendel, Jason, Marvin and Trina - "What More Can I Say" – Marvin - "Something Bad Is Happening/More Racquetball " – Charlotte, Cordelia, Marvin and Whizzer - "Holding to the Ground" – Trina - "Days Like This" – The Company - "Cancelling the Bar Mitzvah" – Jason, Mendel and Trina - "Unlikely Lovers" – Marvin, Whizzer, Charlotte and Cordelia - "Another Miracle of Judaism" – Jason - "Something Bad is Happening (Reprise)" – Charlotte - "You Gotta Die Sometime" – Whizzer - "Jason's Bar Mitzvah" – The Company - "What Would I Do?" – Marvin and Whizzer - "Falsettoland (Reprise)" – Mendel |